# WTT Series 2023
Die WTT Series fand 2023 in ihrer 3. Austragung statt. Sie begann am 10. Januar mit dem WTT Contender Durban und endete am 5. Januar 2024 mit den WTT Finals der Männer.

## Modus
Vorgesehen waren bis zu 32 Turniere, die, eingeteilt in vier verschiedene Turnierkategorien – Contender (bis zu 14 Turniere), Star Contender (6), Champions (8) und Grand Smash (4) –, zu den WTT Finals hinführen sollten. Letztendlich fanden zusätzlich zu den Finals ein Grand-Smash-, drei Champions-, vier Star-Contender- und zwölf Contender-Turniere statt. Außer bei den Champions-Turnieren, wo nur Einzelwettbewerbe ausgetragen wurden, gab es in jedem Turnier für Männer und Frauen je einen Einzel- und Doppelwettbewerb sowie einen für gemischte Doppel (die Finals fanden getrennt für Männer und Frauen und somit ohne Mixed-Wettbewerb statt).

## Turniere
| Grand Smash | Champions | Star Contender | Contender | WTT Finals |

| Nr. | Turnier                      | Ort               | Datum         | Gewinner Männer | Gewinner Männer                      | Gewinnerinnen Frauen | Gewinnerinnen Frauen                 | GewinnerInnen Mixed           | Preis- geld |
| Nr. | Turnier                      | Ort               | Datum         | Einzel          | Doppel                               | Einzel               | Doppel                               | GewinnerInnen Mixed           | Preis- geld |
| --- | ---------------------------- | ----------------- | ------------- | --------------- | ------------------------------------ | -------------------- | ------------------------------------ | ----------------------------- | ----------- |
| 1   | WTT Contender Durban         | Durban            | 10.1.–15.1.   | Hugo Calderano  | Lin Shidong Chen Yuanyu              | Qian Tianyi          | Zhang Rui Kuai Man                   | Lin Shidong Kuai Man          |             |
| 2   | WTT Contender Doha           | Doha              | 15.1.–21.1.   | Hugo Calderano  | Zhou Kai Yu Ziyang                   | Fan Siqi             | Kuai Man Zhang Rui                   | Lin Shidong Kuai Man          |             |
| 3   | WTT Contender Amman          | Amman             | 6.2.–12.2.    | Lin Shidong     | Xu Yingbin Liu Yebo                  | Mima Itō             | Cheng I-ching Li Yu-Jhun             | Lin Shidong Kuai Man          |             |
| 4   | WTT Star Contender Goa       | Panaji            | 27.2.–5.3.    | Liang Jingkun   | An Jae-hyun Cho Seung-min            | Wang Yidi            | Miwa Harimoto Miyu Nagasaki          | Jang Woo-jin Jeon Ji-hee      |             |
| 5   | Singapore Smash              | Singapur          | 7.3.–19.3.    | Fan Zhendong    | Wang Chuqin Fan Zhendong             | Sun Yingsha          | Sun Yingsha Wang Manyu               | Wang Chuqin Sun Yingsha       | $ 2.000.000 |
| 6   | WTT Champions Xinxiang       | Xinxiang          | 9.4.–15.4.    | Fan Zhendong    | –                                    | Sun Yingsha          | –                                    | –                             | $ 800.000   |
| 7   | WTT Champions Macao          | Macau             | 17.4.–23.4.   | Wang Chuqin     | –                                    | Wang Manyu           | –                                    | –                             | $ 800.000   |
| 8   | WTT Star Contender Bangkok   | Bangkok           | 23.4.–29.4.   | Lin Gaoyuan     | Lin Gaoyuan Lin Shidong              | Chen Xingtong        | Kuai Man Chen Xingtong               | Lin Gaoyuan Chen Xingtong     | $ 250.000   |
| 9   | WTT Contender Lagos          | Lagos             | 12.6.–18.6.   | Zhou Qihao      | Lim Jong-hoon Jang Woo-jin           | Shin Yu-bin          | Jeon Ji-hee Shin Yu-bin              | Xiang Peng Liu Weishan        | $ 75.000    |
| 10  | WTT Contender Tunis          | Tunis             | 20.6.–25.6.   | Anton Källberg  | Park Gang-hyeon Jang Woo-jin         | Miwa Harimoto        | Sutirtha Mukherjee Ayhika Mukherjee  | Lin Yun-ju Chen Szu-yu        | $ 75.000    |
| 11  | WTT Contender Zagreb         | Zagreb            | 26.6.–2.7.    | Lin Gaoyuan     | Yuan Licen Lin Shidong               | Miu Hirano           | Shin Yu-bin Jeon Ji-hee              | Wang Chuqin Sun Yingsha       | $ 75.000    |
| 12  | WTT Star Contender Ljubljana | Ljubljana         | 3.7.–9.7.     | Fan Zhendong    | Xiang Peng Lin Shidong               | Sun Yingsha          | Wang Yidi Kuai Man                   | Wang Chuqin Sun Yingsha       | $ 250.000   |
| 13  | WTT Contender Lima           | Lima              | 31.7.–6.8.    | Marcos Freitas  | Mizuki Oikawa Sora Matsushima        | Shin Yu-bin          | Shin Yu-bin Jeon Ji-hee              | Álvaro Robles María Xiao      | $ 75.000    |
| 14  | WTT Contender Rio de Janeiro | Rio de Janeiro    | 7.8.–13.8.    | Mattias Falck   | Lim Jong-hoon An Jae-hyun            | Hina Hayata          | Shin Yu-bin Jeon Ji-hee              | Lim Jong-hoon Shin Yu-bin     | $ 75.000    |
| 15  | WTT Contender Almaty         | Almaty            | 29.8.–3.9.    | Lin Yun-ju      | Xu Yingbin Lin Shidong               | Kuai Man             | Kuai Man Chen Yi                     | Cho Daeseong Joo Cheonhui     | $ 75.000    |
| 16  | WTT Star Contender Lanzhou   | Lanzhou           | 2.10.–8.10.   | Wang Chuqin     | Alexis Lebrun Félix Lebrun           | Sun Yingsha          | Chen Meng Wang Manyu                 | Lin Shidong Kuai Man          | $ 250.000   |
| 17  | WTT Contender Muscat         | Maskat            | 8.10.–14.10.  | Hugo Calderano  | Patrick Franziska Dimitrij Ovtcharov | Hina Hayata          | Zhang Rui Kuai Man                   | Lin Yun-ju Chen Szu-yu        | $ 75.000    |
| 18  | WTT Contender Antalya        | Antalya           | 16.10.–22.10. | Félix Lebrun    | Lim Jong-hoon An Jae-hyun            | Hina Hayata          | Orawan Paranang Suthasini Sawettabut | Tomokazu Harimoto Hina Hayata | $ 75.000    |
| 19  | WTT Champions Frankfurt      | Frankfurt am Main | 29.10.–5.11.  | Lin Yun-ju      | –                                    | Wang Yidi            | –                                    | –                             | $ 500.000   |
| 20  | WTT Contender Taiyuan        | Taiyuan           | 7.11.–12.11.  | Liang Jingkun   | Lin Shidong Lin Gaoyuan              | Wang Manyu           | Qian Tianyi Chen Xingtong            | Lin Shidong Kuai Man          | $ 75.000    |
| 21  | WTT Finals (Frauen)          | Nagoya            | 15.12.–17.12. | –               | –                                    | Sun Yingsha          | Wang Manyu Sun Yingsha               | –                             | $ 340.000   |
| 22  | WTT Finals (Männer)          | Doha              | 3.1.–5.1.2024 | Wang Chuqin     | Xiang Peng Yuan Licen                | –                    | –                                    | –                             | $ 340.000   |